# Konšel

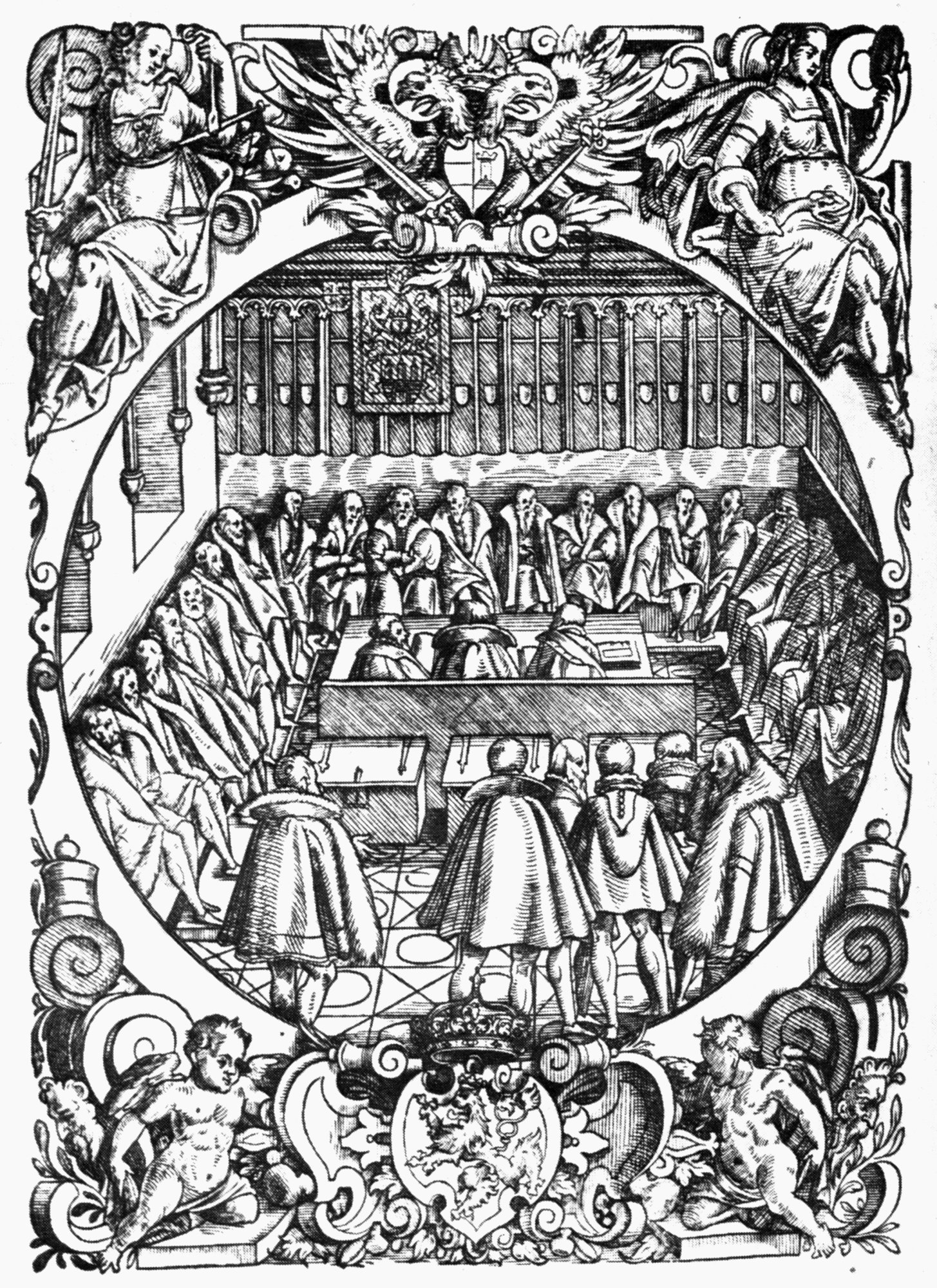
Zasedání městské rady Starého Města pražského v 16. století

Konšel (z lat. consul, rádce, radní) byl ve středověku člen městské rady (lat. consilium civitatis). Městská rada vykonávala správu města a měla nad jeho měšťany soudní pravomoc. V Kutné Hoře se používal pro konšely i výraz šepmistr (z německého Schöffe – konšel).

## Městská samospráva ve středověku
Různé formy městské samosprávy vznikly už ve starověku z prosté nutnosti. Ve Středomoří, zejména v severní Itálii se zachovaly až do středověku. Ve 12. století je města musela těžce hájit proti císaři, roku 1183 v Kostnici však došlo k dohodě, která pak určovala povahu městských práv i ve většině českých měst. Jen ve městech, založených podle tak zvaného Magdeburského práva (například Litoměřice, Olomouc), spravovali a soudili kmeti (něm. Schöpfen), jmenovaní vrchností. I tam se však už od 13. století vedle nich prosazují městské rady s volenými konšely podle italského vzoru.

## Městská správa a konšelé
V čele městské správy stával rychtář (z něm. Richter, soudce), jmenovaný panovníkem nebo vrchností. Konšelé byli původně sbor jeho rádců a pomocníků, vybíraný z usedlých a obvykle majetných občanů. Konšelé se obvykle střídali po roce nebo po dvou, nové na doporučení rady uváděla do úřadu vrchnost nebo panovník. Při výběru hrály často významnou roli cechy. Od 13. století se ale konšelé začali scházet samostatně, často v cechovních prostorách, a v českých zemích si ve 14. a 15. století prosadili samostatné radnice. Volený purkmistr (starosta) byl původně jen předsedou konšelského shromáždění, už v pozdním středověku však začal zatlačovat do pozadí rychtáře a přebírat jeho pravomoci. Některá města si rychtu mohla „vykoupit“ a rychtářského úřadu se úplně zbavit.

## Novověká historie
Už za Vladislava Jagellonského byla městská samospráva omezena a pak znovu po roce 1547 Ferdinandem I. Po Bílé hoře byla sice roku 1628 opět rozšířena, během 18. století však postupně omezována a roku 1783 byly radnice nahrazeny magistráty a policejními úřady se jmenovanými a placenými úředníky, od nichž se vyžadovalo právní vzdělání. Volené městské samosprávy obnovil až František Josef I. roku 1848.